# ナルテック
ナルテック株式会社は、日本のプリンタコントローラLSIのファブレスメーカー。静岡県静岡市清水区に本社がある。Jリーグ清水エスパルスの特別サポートメンバー。

## 沿革
- 1995年 ‐ 資本金1,000万円にて清水市草薙（現静岡市清水区草薙）で創業
- 1998年 ‐ 清水市港町（現静岡市清水区港町）に事務所を移転
- 2006年 ‐ 静岡市清水区中之郷に開発設計センターを建設し、事務所を移転
- 2022年 ‐ 静岡市清水区下清水町に事務所を移転

## 主な製品
- プリンタコントローラ
- デジタルメディア処理コントローラ